# Trent Lockett
Trent Lockett (Golden Valley (Minnesota), 10 de dezembro de 1990) é um basquetebolista profissional estadunidense que atualmente joga pelo UNICS. O atleta possui 1,96m de altura e atua na posição Ala-armador.  